# Hiệp hội nghiên cứu trò chơi Ba Lan
Hiệp hội nghiên cứu trò chơi Ba Lan (tiếng Ba Lan Polskie Towarzystwo Badania Gier (PTBG); tiếng Anh: Games Research Association of Poland) là một tổ chức phi chính phủ của Ba Lan, là nơi tập hợp các nhà khoa học và sinh viên có hứng thú với mảng trò chơi. Trò chơi nhập vai (Role-playing games, RPG) và video game là những lĩnh vực đặc biệt được các thành viên quan tâm.
Hiệp hội thành lập vào năm 2004 theo sáng kiến của một nhóm các nhà nghiên cứu, giảng viên, nghiên cứu sinh và sinh viên. Đây là tổ chức đầu tiên ở Ba Lan thực hiện nghiên cứu khoa học trong lĩnh vực game studies (tạm dịch là nghiên cứu trò chơi) . Tiến sĩ Jerzy Szeja là chủ tịch của Hội đồng PTBG.
PTBG mang tính liên ngành và tập hợp tất cả các người đại diện trong nhiều lĩnh vực khoa học khác nhau: ngôn ngữ học, văn học, xã hội học, tâm lý học, văn hóa, truyền thông, triết học, sử học, kinh tế và công nghệ thông tin.

## Mục tiêu của hiệp hội
Mục đích của PTBG là phổ biến và phát triển kiến thức về các trò chơi, cả về lý thuyết (tính liên ngành và tính khoa học cụ thể) và các thuật ngữ trong thực tế (tạo và phân phối trò chơi, ứng dụng mô phạm). Tổ chức này cố gắng thúc đẩy hình thành lối suy nghĩ rằng trò chơi là một phương tiện truyền thông và định hình chính sách giáo dục bằng cách sử dụng công nghệ giải trí ảo.
Tổ chức này tiến hành nghiên cứu trò chơi qua các cuộc họp, hội thảo khoa học và sự hợp tác với các hiệp hội khoa học, các tổ chức liên quan trong và nước ngoài.
Từ năm 2009, Hiệp hội nghiên cứu trò chơi Ba Lan đã xuất bản một tạp chí khoa học chính thức - Homo Ludens.